# 澳門大學工商管理學院
澳門大學工商管理學院（葡萄牙語：Faculdade de Gestão de Empresas），為澳門大學下設的其中一所學院，提供學士、碩士、博士學位課程及證書培訓課程。學院重點研究領域包括會計範疇、金融、財務及衍生工具、款客服務、國際綜合度假村管理、大中華商業及決策分析。
工商管理學院全部課程採用英語教學以及與歐美學校相同的教材，重視論文和演講能力。學院亦與歐洲、亞洲及美洲（包括南美洲及北美洲）等國家的高等院校合辦國際學生交流計劃，本科學生可申請參與為期一學期（半年）或兩學期（一年）之交流計劃，往海外親身體驗外地學術文化和吸收外國學術知識。
澳門大學工商管理學院是澳門首所獲得國際商學院聯合會認證（AACSB）、歐洲質量改善系統認證（EQUIS）和工商管理碩士協會認證（AMBA）的三重認證商學院，澳大工商管理學院同時亦是全球商學院網絡（GBSN）、歐洲管理發展基金會（EFMD）正式會員。

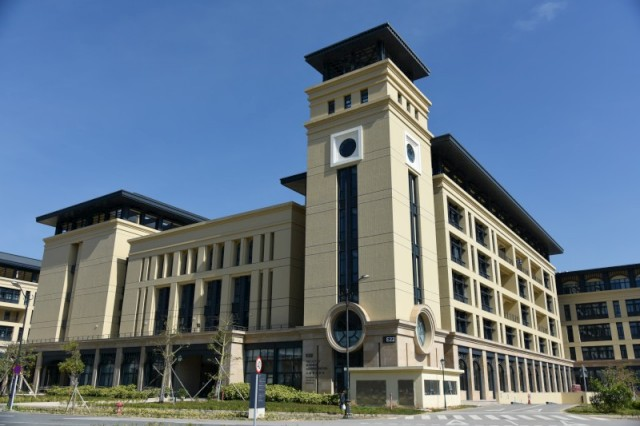
學院外觀

## 歷任院長／院理事會主席
|    | 姓名                               | 時任         | 開始擔任日期 | 最後擔任日期 | 備註 |
| -- | ---------------------------------- | ------------ | ------------ | ------------ | ---- |
| 1  | Larry Bennett Armstrong            | 院長         | 1989年9月    | 1991年8月    |      |
| 2  | Nelson José dos Santos António     | 院長         | 1991年9月    | 1999年8月    |      |
| 3  | 陳俊                               | 院長         | 1999年9月    | 2000年8月    |      |
| 4  | Robert Harold Terpstra             | 院理事會主席 | 2000年9月    | 2001年8月    |      |
| 5  | 黃亞鈞                             | 院理事會主席 | 2001年9月    | 2005年1月    |      |
| 6  | 唐理維（Gabriel Douglas Donleavy） | 院長         | 2005年1月    | 2008年1月    |      |
| 7  | 禮米高（Michael Joseph Gift）      | 代院長       | 2008年1月    | 2009年12月   |      |
| 8  | 蘇育洲                             | 院長         | 2010年1月    | 2018年12月   |      |
| 9  | 陳靖涵                             | 院長         | 2019年1月    | 2021年12月   |      |
| 10 | 葛偉                               | 代院長       | 2022年1月    | 2023年11月   |      |
| 11 | 余俊 （页面存档备份，存于）        | 院长         | 2023年11月   | 至今         |      |

## 學系
現時工商管理學院共設有四個學系
- 會計及資訊管理學系（Department of Accounting and Information Management）
- 金融及商業經濟學系（Department of Finance and Business Economics）
- 管理及市場學系（Department of Management and Marketing）
- 綜合度假村及旅遊管理學系（Department of Integrated Resort and Tourism Management）

## 課程

### 學士課程[8]
- 工商管理學士（BBA）
- 工商管理學士（商業經濟學）（BBA in Business Economics）
- 工商管理學士（企業財務監控）（BBA in Financial Controllership）
- 工商管理學士（環球商業管理）（BBA in Global Business Management）
- 工商管理學士（人力資源管理）（BBA in Human Resources Management）
- 工商管理學士（市場學）（BBA in Marketing）
- 理學士（會計學）（BSc in Accounting）
  - 設專業會計範疇、會計及資訊管理範疇
- 理學士（金融學）（BSc in Finance）
- 理學士（商業智能與數據分析） （BSc in Business Intelligence and Data Analytics）
- 理學士（國際綜合度假村管理）（BSc in International Integrated Resort Management）
  - 設會展及款客服務管理範疇、博彩管理範疇

### 碩士課程[9]
- 工商管理碩士（MBA）
- 高級管理人員工商管理碩士（EMBA）
- 理學碩士（會計學）（MSc in Accounting）
- 理學碩士（金融學）（MSc in Finance）
- 理學碩士（國際綜合度假村管理）（MSc in International Integrated Resort Management）
- 理學碩士（數據科學）— 市場營銷分析（Master of Science in Data Science – Marketing Analytics）
- 理學碩士（數據科學）— 金融科技（Master of Science in Data Science – Financial Technology）

### 博士課程[9]
- 哲學博士（工商管理）（PhD in Business Administration）
- 工商管理博士（DMBA）

## 研究所及研究中心
- 商業研究及培訓中心

商業研究及培訓中心（BRTC）旨在推廣和支持學院的研究活動，並作為連接澳大與本地及週邊地區商業機構的橋樑。現任中心主任為陳靖涵教授。
- 博彩研究所

博彩研究所（ISCG）成立於2003年8月，是一所致力於研究和發展博彩業的非牟利機構。研究所的使命是把博彩理論付諸實踐，為促進澳門以至亞洲各地博彩業的健康發展作出貢獻。該中心提供博彩管理高級文憑課程及賭場管理文憑課程，為博彩業培養管理人才。另外，中心亦致力推廣負責任博彩。現任所長為馮家超教授。
- 大中華私人股權投資中心

大中華私人股權投資中心（GCCPE）成立於2014年9月，是全球首個以大中華地區私人股權投資為主的中心。中心旨在成為一個世界級中心，以連繫全球與大中華區的私人股權投資及相關行業學者、專業人士及企業人士。
- 綜合度假村職涯發展及研究中心

綜合度假村職涯發展及研究中心（CCRIR）於2018年成立，目的是為了成為一間提供旅遊業、款客服務業及綜合度假村職涯發展機會及推廣相關研究的中心。現任中心主任為蘇小恩教授。

## 相關組織
- 澳門大學學生會工商管理學院學生會
- 澳門大學工商管理學院校友會 （页面存档备份，存于）
- 澳門大學亞太經濟及管理研究所 （页面存档备份，存于）

## 外部連結
- 澳門大學工商管理學院 （页面存档备份，存于）